# 前野高康
前野 高康（まえの たかやす）は、室町時代頃の武将・土豪。前野家八代目当主で、織田伊勢守家当主織田信広（後の常松）の家臣。通称・小次郎兵衛。

## 経歴
尾張国の土豪前野家の前野宗義の嫡男として正平5年 / 観応元年（1350年）に生まれる。前野小次郎兵衛高康を名乗った。
右京職に所属したが、職員の階級は明確に分かっていない。
織田信広（常松、織田郷広）が尾張守護斯波氏の守護代として越前から尾張に入国した際、上郡十家の一つとして仕えた。高康が守護代織田家に早くから仕えたことで、土岐氏の横領を受けて失った本貫の領地を取り戻し、その後しばらく前野家の領土は安堵された。
応永25年（1418年）2月16日、死亡する。
六歌仙の一人である遍昭僧正の子孫にあたるといわれる。

## 前野氏
前野氏は、桓武天皇の子の良岑安世を始祖とする良岑氏の系統で、（立木田）良岑高成の子である良岑（前野）高長が尾張国丹羽郡前野村（現在の愛知県江南市前野町〜大口町辺り）に移り住んで前野を自称し、その曽孫である前野時綱が正式に名乗ったのが始まりとされている。

## 系譜
- 父：前野五郎三郎宗義
- 母：不詳
- 妻：不詳
  - 男子：前野四郎兵衛綱宗
  - 女子
  - 男子：前野弥七郎守久（左馬介、右馬次郎とも）
  - 男子：前野成住